# Oxytate placentiformis
Oxytate placentiformis es una especie de araña cangrejo del género Oxytate, familia Thomisidae. Fue descrita científicamente por Wang, Chen & Zhang en 2012.

## Distribución
Esta especie se encuentra en China.

## Tratamiento taxonómico
La especie aparece registrada y publicada en A new species of the genus Oxytate (Araneae: Thomisidae) from Guangxi, China. Acta Arachnologica Sinica 21(2): 68–71.